# Точка

Набір точок на площині

Точка — одне з основних понять геометрії. Точка є геометричним об'єктом, що має властивості тільки положення в просторі, але не має жодних інших властивостей, наприклад, таких як довжина, площа, об'єм. Поняття точки використовується в геометрії, математиці, фізиці та багатьох інших галузях. У функціональному аналізі під точкою розуміють елемент будь-якого топологічного (зокрема, метричного) простору; тому в цьому розумінні точкою може бути, наприклад, функція.

## Пояснення
Точка позначає точне положення в просторі. Важливо розуміти, що точка не є матеріальним об'єктом, це просто місце. На кресленнях точка позначається за допомогою олівця, але ця крапка, на відміну від точки, все ж таки має діаметр, тому є тільки її наближеним зображенням. Зображення ідеальної точки було б таким, що скільки б ми не зменшували область навколо неї, точка завжди представлялась нам нескінченно малого розміру.
В геометрії точки зазвичай позначаються великими літерами. В евклідовому просторі положення точки можна задати за допомогою координат.
Давньогрецький математик Евклід дав їй таке пояснення у своїй фундаментальній книзі із математики «Начала»:
«Точка — це фігура, що не має ні довжини, ні ширини, ні висоти».
В системах аксіом точка, зазвичай, відноситься до понять, які не мають означення. Наприклад, в системі аксіом Гільберта такі поняття, як точка, пряма, площина не мають визначення, тому ці поняття пояснюються на інтуїтивному рівні.

## Розмірність точки
В залежності від контексту в математиці існує декілька еквівалентних визначень вимірності. Спільним для всіх цих визначень є те, що точка 0-вимірна.

### Розмірність векторного простору
Розмірністю векторного простору є максимальний розмір лінійно незалежної підмножини. Якщо векторний простір складається із єдиної точки (якою має бути нульовий вектор 0), лінійно незалежної підмножини не існує. Нульовий вектор не є лінійно незалежним самому собі, оскільки не існує не тривіальної лінійної комбінації, яка б зробила його нульовим: {\displaystyle 1\cdot \mathbf {0} =\mathbf {0} }.

### Топологічна розмірність
Топологічна розмірність топологічного простору X визначається як мінімальне значення n, таке що кожне скінченне відкрите покриття {\displaystyle {\mathcal {A}}} для X допускає скінченне відкрите покриття {\displaystyle {\mathcal {B}}} для X, яке є подрібненням {\displaystyle {\mathcal {A}}} в якому немає точок, які б включали більше ніж n+1 елементів. Якщо таке мінімальне n не існує, кажуть що простір має нескінченну розмірність покриття.
Точка є нульвимірною по відношенню до вимірності покриття, оскільки кожне відкрите покриття простору має подрібнення, яке складається із єдиної відкритої множини.

## Геометрія без точок
Хоча поняття точка як правило вважається фундаментальним у звичайній відомій всім геометрії і топології, але існують деякі системи в яких відмовилися від нього, наприклад, некомутативна геометрія та топологія без точок. «Вільний від точок» простір визначають не як множину, а через деяку структуру (алгебраїчну або логічну), яка виглядає як добре відомий функціональний простір над множиною: через алгебру неперервних функцій або алгебру множин відповідно. Більш точно, такі структури узагальнюють добре відомі простори функцій у таких спосіб, що операція «отримання значення у заданій точці» може бути невизначеною.
Продовження традиції відбувається у деяких книжках Альфреда Н. Вайтгеда в яким поняттям примітиву вважається область, разом з однією із операцій включення або з'єднання.

## Маса точок і дельта-функція Дірака
Часто у фізиці або математиці, корисно уявити точку як таку що має не нульову масу або заряд (що є особливо загальним у класичній електродинаміці, де електрони ідеалізують у вигляді точок із не нульовим зарядом). The Дельта-функція Дірака, або δ-функція, є (неформально) узагальненою функцією на осі дійсних чисел, яка дорівнює нулю усюди крім точки нуля, і інтеграл якої дорівнює одиниці по всій осі дійсних чисел. Іноді дельта функцію уявляють як нескінченно високою, нескінченно тонким піком у початку координат, із одиничною загальною площею цього піку, і вона фізично представляє ідеалізовану матеріальну точку або точковий заряд. Цю концепцію запропонував теоретичний фізик Поль Дірак. В контексті теорії обробки сигналів її часто називають символом або функцією одиничного імпульсу. Її дискретний аналог — дельта-функція Кронекера, як правило визначена у скінченній області і приймає значення 0 або 1.